# Messingkäfer
Der Messingkäfer (Niptus hololeucus) ist ein Käfer aus der Unterfamilie der Diebskäfer (Ptininae).

## Beschreibung
Der Käfer wird 2,6 bis 4,6 Millimeter groß und hat eine spinnenähnliche Gestalt, da der Kopf kaum aus dem kugelförmigen Halsschild hervorragt, dieser jedoch von dem fast halbkugeligen Hinterleib deutlich abgeschnürt ist. Auffällig ist die dichte goldgelbe Behaarung des dunkelrotbraunen Insekts. Die Schenkel sind keulenförmig verdickt, die recht langen Antennen weisen keine Fühlerkeule auf. Die Käfer besitzen keine Hinterflügel und sind daher flugunfähig.

## Vorkommen
Der ursprünglich pontisch vorkommende Messingkäfer wurde durch den Menschen verschleppt und ist heute weltweit verbreitet. In Europa trat er allerdings erst seit 1837, wo er zum ersten Mal in England an Schweinsborsten aus Südrussland gemeldet wurde, häufiger in Erscheinung.

## Lebensweise
Die Art lebt vor allem in alten Häusern unter Dielen oder in Wänden. Die Käfer sind nachtaktiv und fressen die unterschiedlichsten organischen Stoffe: Textilien, Federn, Pelze, Knochen, Kot, tote Insekten, Leder, Papier, sogar Spinnweben. Gerade bei Ausbauten oder Sanierungen werden sie aus ihren Schlupfwinkeln vertrieben und fallen dann durch massenhaftes Vorkommen in den Wohnräumen auf. Auch wenn der materielle Schaden meist begrenzt ist, können die Käfer dann den  Hausbewohnern lästig werden.
Das Weibchen legt etwa hundert Eier, die Larven ernähren sich von allen möglichen pflanzlichen Abfallstoffen wie Getreide, Mehl, Kräutertee oder auch tierischer Kost wie Badeschwämmen, Häuten, Kot oder Fischmehl. Die Larve verpuppt sich in einem Kokon, wo sie nach 18 Tagen schlüpft. Insgesamt dauert die Gesamtentwicklung vom Ei bis zum Erscheinen der Käfer gut vier Monate. 